# كأس رابطة الأندية الإنجليزية المحترفة 1992–93
كأس رابطة الأندية الإنجليزية المحترفة 1992–93 (بالإنجليزية: 1992–93 Football League Cup)‏ هو موسم من كأس رابطة الأندية الإنجليزية المحترفة. كان عدد الأندية المشاركة فيه 92، وفاز فيه نادي أرسنال.